# Trachelacanthus
Genre
Trachelacanthus est un genre éteint de poissons osseux de l’ordre également éteint des Palaeonisciformes. Il vivait lors du Lopingien.